# Suzuki GS 450 T
Der Softchopper Suzuki GS 450 T ist ein Motorrad der japanischen Firma Suzuki und wurde in den 1980er-Jahren gebaut. Er hat einen Zweizylindermotor mit 444 cm³ Hubraum, Kettenantrieb und Elektrostarter. Motor und Getriebe sitzen in einem Doppelschleifenrahmen. Das äußere Erscheinungsbild ist durch einen Tropfentank, einen Halbhochlenker und eine gestufte Sitzbank geprägt.

## Motor und Getriebe
Basis für den Motor war der Motor der kommerziell erfolgreichen Suzuki GS 400 von 1976. Für die GS 450 T wurde die Lagerung der Kurbelwelle von Rollenlagerung auf  Gleitlagerung geändert. Der Primärtrieb wurde von gerade verzahnt auf schrägverzahnt umgestellt. Dadurch verringern sich die mechanischen Geräusche des Motors.
Der luftgekühlte Zweizylinder-Viertaktmotor hat zwei obenliegende Nockenwellen mit 2 Ventilen pro Zylinder.
In der Bundesrepublik Deutschland wurde die GS 450 T aus versicherungstechnischen Gründen auch gedrosselt mit 20 kW (27 PS) bei 7600 min−1 angeboten. International wurde sie meist mit 31 kW (43 PS) bei 8800 min −1 ausgeliefert. Die Maschine hat ein klauengeschaltetes Sechsganggetriebe.

## Fahrwerk und Bremsen
Der Doppelschleifenrahmen ist aus Stahlrohr. Vorn hat die GS 450 T eine ölhydraulisch gedämpfte Teleskopgabel mit einem Standrohrdurchmesser von 33 mm. Der Federweg beträgt 140 mm. Die hintere Radaufhängung besteht aus einer nadelgelagerten Federschwinge mit zwei Federbeinen, die Federbasis ist 5-fach verstellbar und hydraulisch gedämpft. Hier beträgt der Federweg 95 mm. Die Bremse vorn ist eine hydraulisch betätigte Einscheibenbremse mit einem Scheibendurchmesser von 275 mm. Hinten ist es eine mechanisch betätigte Trommelbremse mit 160 mm Trommeldurchmesser.

## Bewertung
Die Traditional war weder ein echter Chopper noch ein reiner Kurvenflitzer. Sie animierte vielmehr zu lockerem Touren, ohne auf Leistungswillen zu verzichten. Rückblickend war sie eine verkannte Größe und ein interessanter Ansatz, der sehr viel später in Form der Cruiser kultiviert werden sollte.